# Хи (кана)
ひ в хирагане и ヒ в катакане — символы японской каны, используемые для записи ровно одной моры. В системе Поливанова записывается кириллицей: «хи», в международном фонетическом алфавите звучание записывается: /çi/. В современном японском языке находится на двадцать седьмом месте в слоговой азбуке.

## Происхождение
ひ и ヒ появились в результате упрощённого написания кандзи 比.

## Написание
|  |  |

## Коды символов вкодировках
- Юникод:
  - ひ: U+3072,
  - ヒ: U+30D2.